# Васил Моллов
Васил Димитров Моллов е класик на българската медицина, професор.

## Биография
Проф. д-р Васил Моллов е роден на 22 септември 1875 г. в Москва (Русия), в семейството на д-р Димитър Моллов – хирург, общественик, един от основателите на Българския лекарски съюз (1901) и пръв председател на Върховния медицински съвет след Освобождението. По-голям брат на Васил Моллов е юристът и политик Владимир Моллов.
Васил Моллов завършва медицина във Виена през 1899 г.
След обучение в Берлин, проф. Моллов разкрива първи рентгенов кабинет в България – на 01. 05. 1903 г. в Александровска болница. Участва в Първата световна война като запасен санитарен поручик, началник на 1-ва местна военна болница в Скопие. За отличия и заслуги през втория период на войната е награден с орден „Свети Александър“, IV степен. Васил Моллов е един от основателите на „Медицинския факултет“ в София през 1918 г., като е избран за редовен професор по вътрешни болести. Той има интереси към инфекциозните и тропическите заболявания, описва случаи на кала-азар и лайшманиоза в България и се оформя като виден познавач на малария в България.
Проф. д-р Васил Моллов поставя началото на клиничната микробиология, въвежда ЕКГ като рутинно изследване в клиниката и е пионер в определянето на кръвните групи и хемотрансфузията. Научнато творчеството на проф. В. Моллов обхваща около 100 публикации, основно на български и немски език. Основните му приноси са в областта на маларията, авитаминозите, ехикокозата и тропическите болести.
Проф. д-р Васил Моллов е един от основателите на Дружеството на интернистите (1903), на което е председател до смъртта си.
Умира на 22 декември 1938 година в София.